# Bengt Sæternes
Bengt Henning Sæternes (Stavanger, 1º gennaio 1975) è un allenatore di calcio ed ex calciatore norvegese, di ruolo attaccante.

## Carriera

### Giocatore

#### Club
Sæternes ha iniziato la carriera nella squadra della sua città, l'Egersund. È stato un calciatore importante nella squadra che ha raggiunto la promozione in seconda divisione nel 1992, ma successivamente è stato ceduto, non essendo ritenuto all'altezza. In seguito, ha militato nell'Eiger e nel Viking. Proprio nel Viking, è stato soltanto utilizzato come riserva dal tecnico Povl Erik Andreasen, visto anche il balzo dalla terza divisione alla Tippeligaen. Nella stagione successiva, per ottenere maggiore spazio, è passato all'Odd Grenland. Prima del campionato 1998, è stato ceduto al Bodø/Glimt, club dove si è fatto un nome a livello nazionale. È rimasto in squadra per quattro stagioni, segnando sessantuno reti in centotrentuno apparizioni.
Nel corso del 2002, è stato ingaggiato dai belgi del Bruges. Nonostante un buon successo al livello di risultati e marcature, non è mai riuscito a conquistare un posto da titolare nella nuova squadra ed ha preferito ritornare in Norvegia, al Brann. Dopo un inizio non molto brillante, si è rivelato una pedina fondamentale per il club. Le sue reti hanno infatti aiutato il Brann a raggiungere il terzo posto nel campionato 2004 e hanno consentito alla squadra di ottenere la vittoria in Norgesmesterskapet, a ventidue anni dall'ultima affermazione. Nel 2006, è stato un elemento importante del club, che si è classificato secondo nella Tippeligaen.
Il 10 luglio 2007, ha giocato l'ultima partita per il Brann, poiché l'Odense ne ha acquistato le prestazioni. Sæternes ha lasciato la sua vecchia squadra per alcuni dissidi, nati dopo il suo rifiuto di passare al Tromsø. La sua esperienza in Danimarca, comunque, è stata costellata da infortuni ed ha potuto giocare solo undici partite totali, mettendo a segno una rete. Il 2 gennaio 2008, ha firmato un contratto fino al 2010 con il Vålerenga. Al termine di questo accordo, tornò al Viking. Il 9 gennaio 2012 è stata annunciata la sua separazione dal club.
Il 29 marzo 2012 annunciò d'aver ricevuto un'offerta per un ruolo nello staff tecnico di una squadra, di cui non rivelò il nome, che lo portò a considerare l'ipotesi di ritirarsi.

#### Nazionale
Sæternes ha giocato tre partite per la Norvegia under 21: ha debuttato 30 maggio 1996, nella partita vinta per uno a zero contro l'Irlanda under 21. Ha poi disputato sette partite per la Nazionale maggiore, senza mai andare a segno. L'esordio è arrivato nella sfida tra Norvegia e Islanda, del 22 maggio 2005, conclusasi con un pareggio per uno a uno.

### Allenatore
Dal 2013, fu scelto come allenatore dell'Egersund. Il 5 novembre 2014, rinnovò il contratto che lo legava al club anche per la stagione seguente. Ciò nonostante, il 16 novembre Sæternes risolse questo accordo per diventare il nuovo allenatore del Sandnes Ulf. Il 19 novembre, lo stesso Sandnes Ulf confermò l'ingaggio di Sæternes e fissò la sua presentazione per il giorno stesso: si legò al club con un contratto triennale. Il 21 febbraio 2017 rinnovò il contratto con il Sandnes Ulf fino al campionato 2019.

## Palmarès

### Giocatore

#### Club

##### Competizioni nazionali
- Campionato belga: 1 :

Club Bruges: 2002-2003
- Coppa del Belgio: 1 :

Club Bruges: 2003-2004
- Supercoppa del Belgio: 2 :

Club Bruges: 2002, 2003
- Coppa di Norvegia: 2 :

Brann: 2004
Vålerenga: 2008